# 南河堡乡
南河堡乡，是中华人民共和国山西省大同市天镇县下辖的一个乡镇级行政单位。2021年4月，撤销南河堡乡，整建制并入玉泉镇。

## 行政区划
南河堡乡下辖以下地区：
南河堡村、季沙河村、王进堡村、顾家湾村、上吾其村、坨子村、薛辛夭村、上畔庄村、下夭村、侯家夭村、魏家山村、沙沟寺村、东沙河村、季冯夭村、杨家屯村、黄家湾村、路八里村、于八里村、西沙河村、赵小堡村、西宋家厂村、东宋家厂村、七里墩村和闫家园村。